# Оберверресбах
Оберверресбах (нім. Oberwörresbach) — громада в Німеччині, розташована в землі Рейнланд-Пфальц. Входить до складу району Біркенфельд. Складова частина об'єднання громад Геррштайн.
Площа — 1,40 км2. Населення становить 110 ос. (станом на 31 грудня 2020).

## Історія
Перша письмова згадка Оберверресбаха згадується у документах в 1453 році. Вважається, однак, що тут було село ще в 1259 році.